# 17270 Nolthenius
17270 Nolthenius è un asteroide della fascia principale. Scoperto nel 2000, presenta un'orbita caratterizzata da un semiasse maggiore pari a 3,1006119 au e da un'eccentricità di 0,0231299, inclinata di 7,11312° rispetto all'eclittica.